# フェラーリ・ラ フェラーリ
ラ・フェラーリ（LaFerrari ）は、イタリアの自動車メーカー、フェラーリが製造していたスーパーカーである。車名の"La"はイタリア語の女性単数名詞に付く定冠詞で、英語では"The"にあたる。世界499台限定で販売された。

## 概要

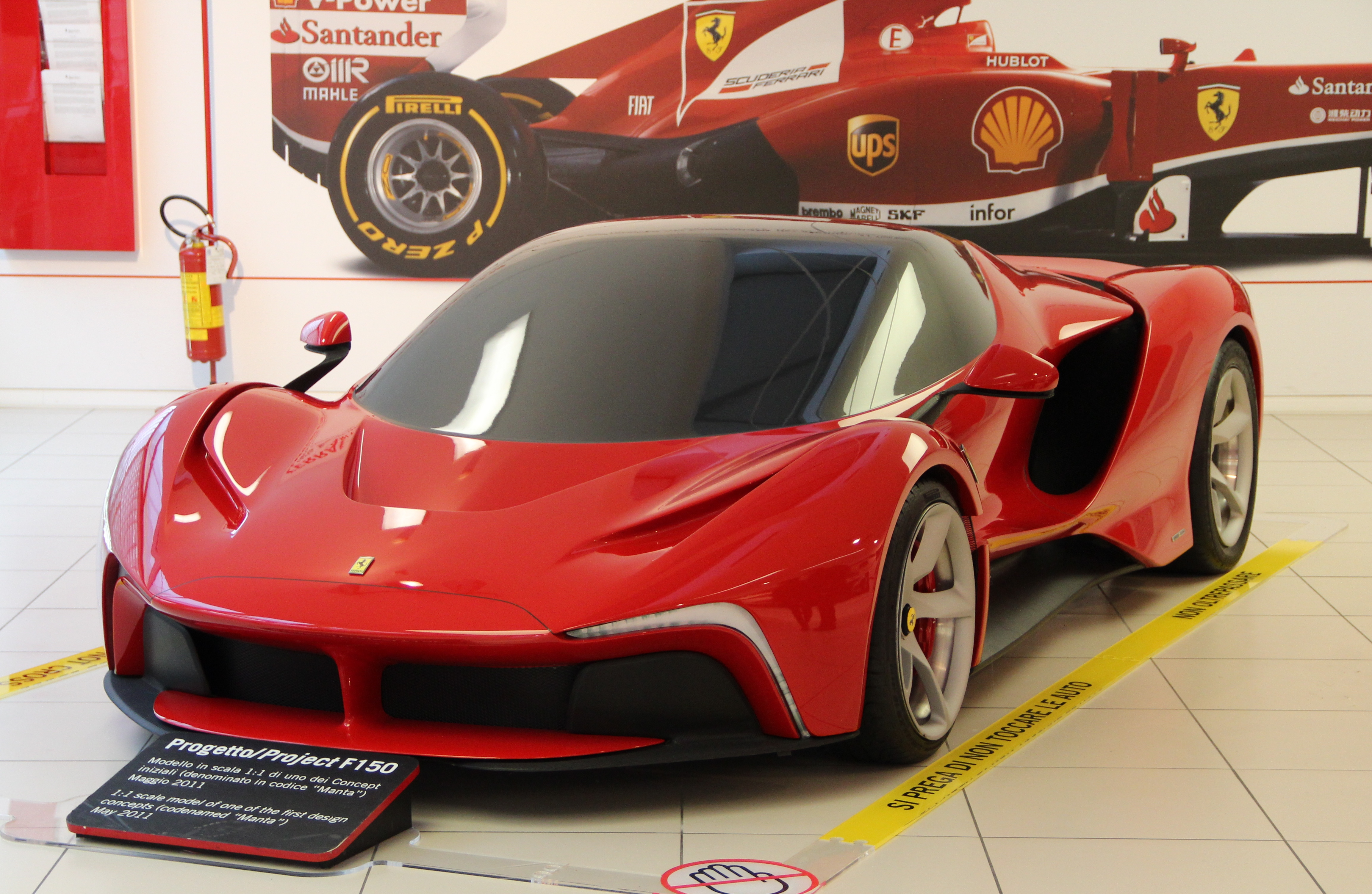
F150 Project コンセプト
コードネーム＂Manta＂(Manta=オニイトマキエイ)
2011年に作製

プロジェクトネーム「F150 Project」として開発され、社内関係者の間では「ニュー・エンツォ」と呼ばれていたラ フェラーリは、フェラーリ初の市販ハイブリッドカーとして2013年3月のジュネーブショーにてワールドプレミアされた。エンツォ・フェラーリの実質的後継モデルである。F40、F50、エンツォ・フェラーリといった歴代の限定生産車はフェラーリの「創業○○周年」モデルと銘打たれてきたが、今回は記念事業的な色付けはなされていない。
2012年5月に『次期エンツォはハイブリッド』と公式プレスリリースが出されると、フェラーリとしては珍しく、2012年9月のパリサロンでカーボン製のモノコックのみが披露されたのに続き、2012年12月からはフェラーリ社の公式ホームページで発表が予告されるなど、事前のティーザーキャンペーンが行われた。開発には当時のスクーデリア・フェラーリのドライバーであるフェルナンド・アロンソとフェリペ・マッサの意見が反映されている。
2016年にはロードスターモデルである「ラ・フェラーリ アペルタ」が販売された。
全世界499台の限定生産であったが、2016年8月に発生したイタリア中部地震のチャリティーのために500台目が追加で生産されている。価格は公表されていないが、マスコミでは「およそ100万ユーロ程度」と報道されている。

## メカニズム

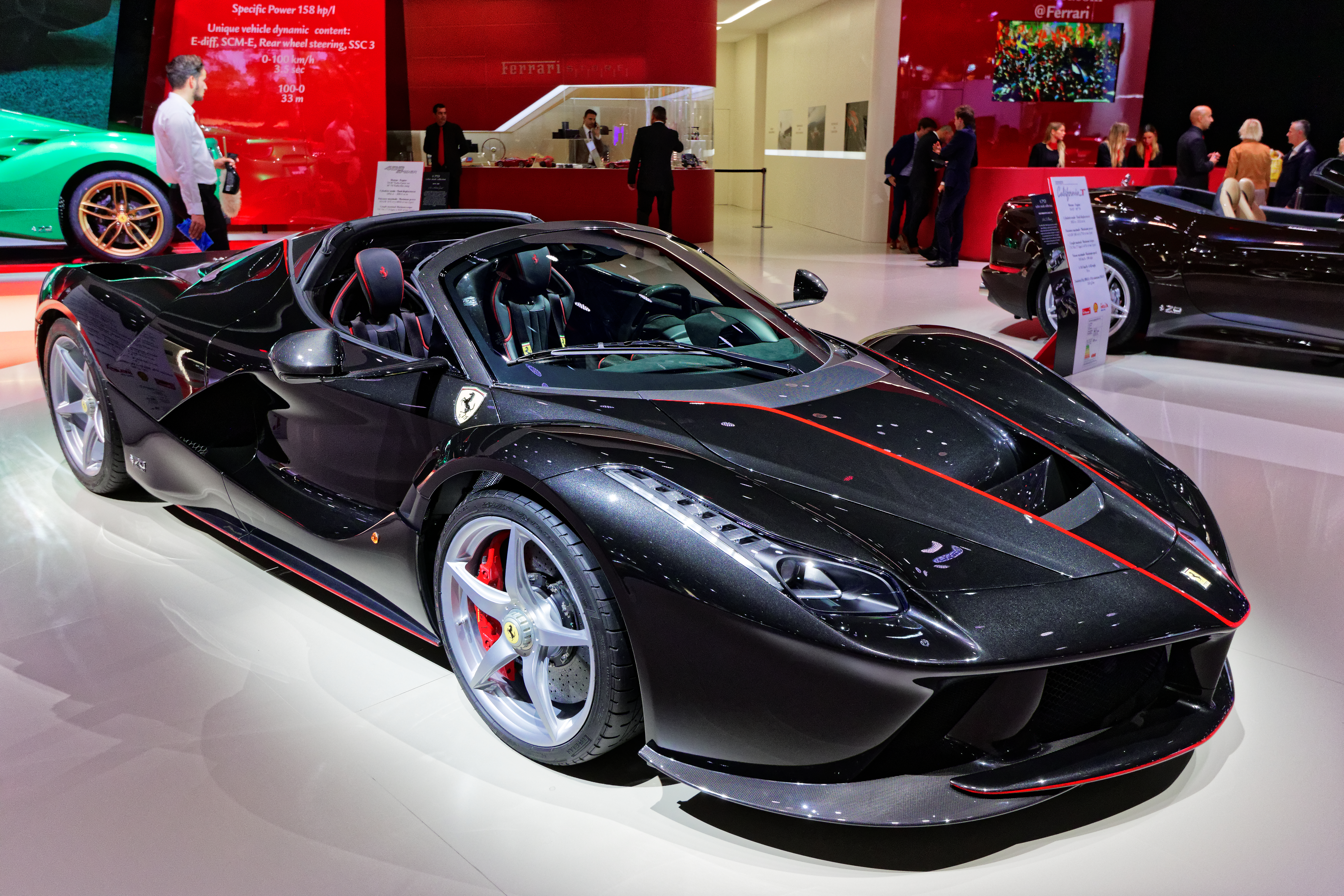
ラ フェラーリ・アペルタ（2016年）

ボディスタイリングは定番のピニンファリーナではなく、フラビオ・マンツォーニ率いる自社デザインチーム、「フェラーリ・デザイン」によるもので、1960年代後期に活躍したスポーツプロトタイプの面影を込めたという。
カーボンモノコックはダラーラに製造を委託したF50、エンツォとは異なりF1マシンと同じ工程で製造され、過去のモデルよりもねじり剛性が27%、ビーム剛性は22%向上した。空力面では「アクティブ・エアロダイナミクス」を初採用。前後ディフューザーやアンダーパネル、スポイラーが自動的に可変し、走行状況に応じて最適な空力特性を実現する。装着されるタイヤはピレリP Zero。
エンジンはF12ベルリネッタ用の6,262cc自然吸気65度V型12気筒エンジンをベースに、最高出力800PS/9000rpm、最大トルク700Nm/6750rpmまでチューン。F1で培われた運動エネルギー回生システム (KERS) の技術を市販車向けにフィードバックした「HY-KERS（ハイ・カーズ）」を介して120kW (163PS) をアシストし、全体で963PS、900Nm以上を発生する。
「HY-KERS」は3年前の2010年3月のジュネーブモーターショーにおいて、599GTBフィオラノベースの実験車が公開されていた。システムはマニエッティ・マレリと共同開発した2モーター方式で、ミッドシップにV型12気筒エンジンをレイアウトし、7速DCTと1つのモーターを一体設計。さらに、もうひとつのモーターはエンジンの前方にレイアウト。2つのモーターはフェラーリがサムスンと共同開発したバッテリーと接続され、減速時には、モーターがジェネレーターの役割を果たし、発生した電力をバッテリーに蓄えるシステムとなっている。
なお、バッテリーのみでのEV走行は「このモデルの使命に相応しくない」として採用されていない。しかし、YouTubeに電力のみで走行する動画がアップされたことから、“実際には電力のみでの走行は可能だが、パフォーマンスが低すぎるため電力のみで走行できないことにしている”という憶測を呼んだ。
ハイブリッド化したことで、エンツォ フェラーリ比で二酸化炭素排出量を約50%削減。パフォーマンスも大幅に向上し、0‐100km/h加速は3秒以下(KERSを用いた場合は2・5秒以下) 、0 - 200km加速7秒以下、0 - 300km加速は15秒、最高速は350km/hオーバーの実力を誇る。テストトラックのフィオラノにおけるラップタイムはエンツォフェラーリより5秒、F12ベルリネッタより3秒以上速い、1分20秒以下と発表された。

## 販売
販売対象の選別は、他のスペチアーレ車種と同様にフェラーリおよび各国の現地法人により行われた。その選別方法は完全に非公開で、マスコミはおろか対象者や正規販売代理店にも公開されていない。
対象者のうち購入を希望する意思を表明した顧客に対しては、ジュネーヴモーターショーでの正式公開の前に本社にて行われた「F150 Project Private Preview」と称する非公開の内覧会が行われ、完成車両がお披露目された。これはスパイダーモデルにおいても同様である。